# Delia gansuensis
Delia gansuensis este o specie de muște din genul Delia, familia Anthomyiidae, descrisă de Fan în anul 1988. Conform Catalogue of Life specia Delia gansuensis nu are subspecii cunoscute.